# Темба Мнгуні
Темба Мнгуні (англ. Themba Mnguni, нар. 16 грудня 1973, Преторія) — південноафриканський футболіст, що грав на позиції захисника.
Виступав, зокрема, за клуби «Мамелоді Сандаунз» та «Суперспорт Юнайтед», а також національну збірну ПАР.

## Клубна кар'єра
У дорослому футболі дебютував 1995 року виступами за команду клубу «Мамелоді Сандаунз», в якій провів п'ять сезонів, взявши участь у 187 матчах чемпіонату. Більшість часу, проведеного у складі «Мамелоді Сандаунз», був основним гравцем захисту команди.
Своєю грою за цю команду привернув увагу представників тренерського штабу клубу «Суперспорт Юнайтед», до складу якого приєднався 2000 року. Відіграв за команду з Преторії наступні п'ять сезонів своєї ігрової кар'єри.
Протягом 2005—2006 років захищав кольори команди клубу «Орландо Пайретс».
Завершив професійну ігрову кар'єру у клубі «АмаЗулу», за команду якого виступав протягом 2006—2007 років.

## Виступи за збірну
1988 року дебютував в офіційних матчах у складі національної збірної ПАР. Протягом кар'єри у національній команді, яка тривала 16 років, провів у формі головної команди країни лише 14 матчів.
У складі збірної був учасником Кубка африканських націй 1998 року у Буркіна Фасо, де разом з командою здобув «срібло», чемпіонату світу 1998 року у Франції.

## Титули і досягнення
- Срібний призер Кубка африканських націй: 1998